# Red Bull RB16
Chronologie des modèles (2020)
Red Bull RB15 Red Bull RB16B
La Red Bull RB16 est la monoplace de Formule 1 engagée par Red Bull Racing et conçue sous la direction de l'ingénieur britannique Adrian Newey, dans le cadre du championnat du monde de Formule 1 2020. Elle est pilotée par le Thaïlandais Alexander Albon et le Néerlandais Max Verstappen. Les monoplaces sont motorisées, comme en 2019, par Honda.

## Création de la monoplace
La monoplace est présentée le 12 février 2020.

## Résultats en championnat du monde de Formule 1

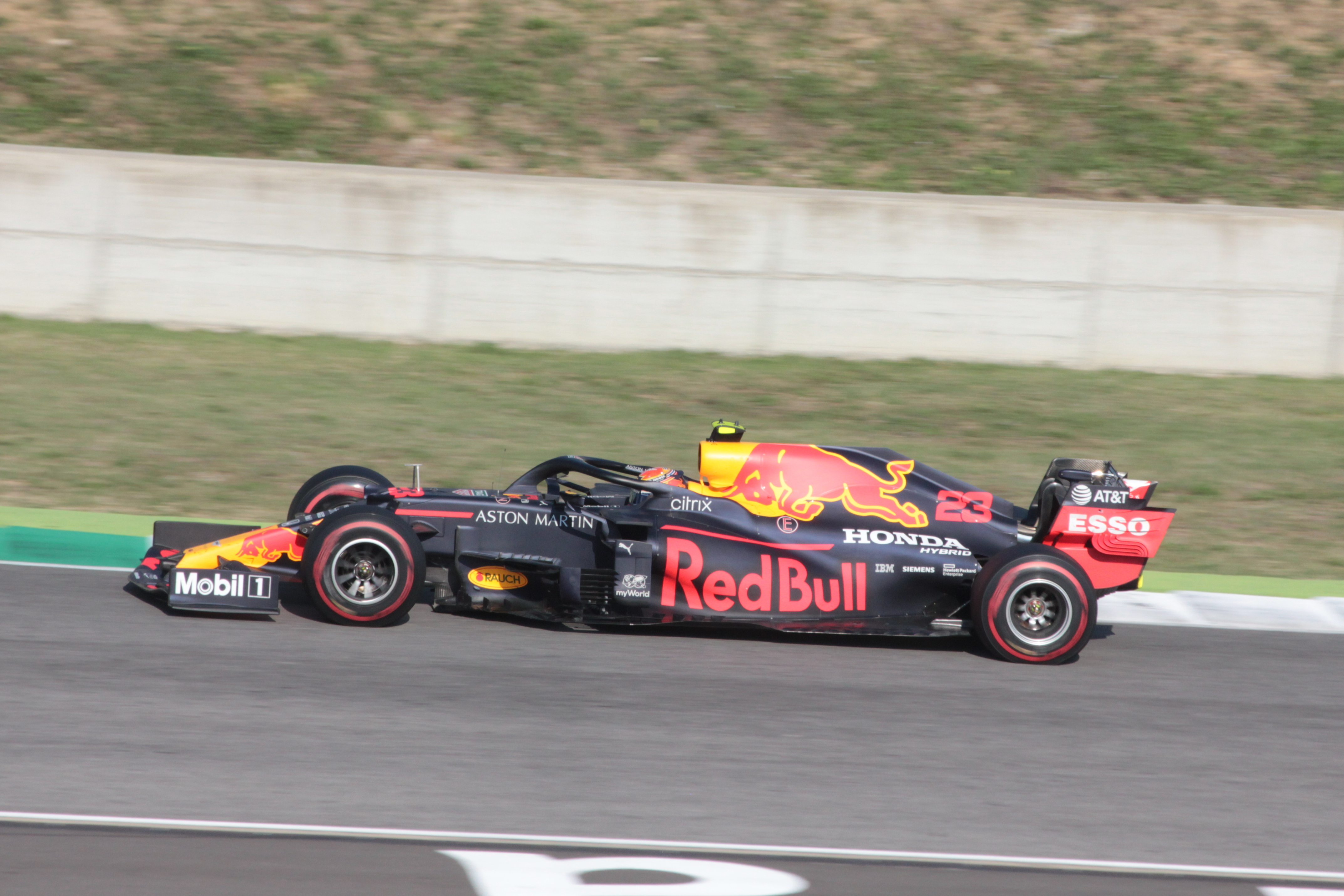
Alexander Albon, monte sur son premier podium au Grand Prix de Toscane 2020.

| Saison | Écurie                       | Moteur                        | Pneus   | Pilotes         | Courses | Courses | Courses | Courses | Courses | Courses | Courses | Courses | Courses | Courses | Courses | Courses | Courses | Courses | Courses | Courses | Courses | Points inscrits | Classement |
| Saison | Écurie                       | Moteur                        | Pneus   | Pilotes         | 1       | 2       | 3       | 4       | 5       | 6       | 7       | 8       | 9       | 10      | 11      | 12      | 13      | 14      | 15      | 16      | 17      | Points inscrits | Classement |
| ------ | ---------------------------- | ----------------------------- | ------- | --------------- | ------- | ------- | ------- | ------- | ------- | ------- | ------- | ------- | ------- | ------- | ------- | ------- | ------- | ------- | ------- | ------- | ------- | --------------- | ---------- |
| 2020   | Aston Martin Red Bull Racing | Honda V6 turbo hybride RA620H | Pirelli |                 | AUT     | STY     | HON     | GBR     | 70e     | ESP     | BEL     | ITA     | TOS     | RUS     | EIF     | POR     | E-R     | TUR     | BAH     | SAK     | ABU     | 319             | 2e         |
| 2020   | Aston Martin Red Bull Racing | Honda V6 turbo hybride RA620H | Pirelli | Alexander Albon | 13e*    | 4e      | 5e      | 8e      | 5e      | 8e      | 6e      | 15e     | 3e      | 10e     | Abd.    | 12e     | 15e     | 7e      | 3e      | 6e      | 4e      | 319             | 2e         |
| 2020   | Aston Martin Red Bull Racing | Honda V6 turbo hybride RA620H | Pirelli | Max Verstappen  | Abd.    | 3e      | 2e      | 2e      | 1er     | 2e      | 3e      | Abd.    | Abd.    | 2e      | 2e      | 3e      | Abd.    | 6e      | 2e      | Abd.    | 1er     | 319             | 2e         |

Légende : ici 
- *Le pilote n'a pas terminé la course mais est classé pour avoir parcouru 90% de la distance prévue